# Bromus rubens
Bromus rubens é uma espécie de planta com flor pertencente à família Poaceae. 
A autoridade científica da espécie é L., tendo sido publicada em Centuria I. Plantarum...5. 1755.
Os seus nomes comuns são bromo-avermelhado ou espadana-pequena.

## Etimologia
Bromus: nome genérico que deriva do grego bromos = (aveia), ou de broma = (alimento).
rubens: epíteto em latim que significa "de cor vermelha"

## Citologia
O número de cromossomas de Bromus rubens (Fam. Gramineae) e táxones infraespecíficos é 2n=28

## Portugal
Trata-se de uma espécie presente no território português, nomeadamente em Portugal Continental e no Arquipélago da Madeira.
Em termos de naturalidade é nativa das duas regiões atrás indicadas.
Existe registo de ser uma espécie introduzida no Arquipélago dos Açores, nomeadamente na Ilha Terceira e na Ilha de São Miguel.

## Protecção
Não se encontra protegida por legislação portuguesa ou da Comunidade Europeia.

## Sinonímia
- Anisantha rubens (L.) Nevski
- Bromus canescens Viv.
- Bromus coloratus Lojac.
- Bromus kerkeranus Sennen & Mauricio
- Bromus kunkelii (H.Scholz) H.Scholz
- Bromus purpurascens Delile
- Bromus rigidus Rchb.
- Bromus scoparius var. rubens (L.) St.-Amans
- Bromus sterilis var. rubens (L.) Kuntze
- Festuca rubens (L.) Pers.
- Genea rigena (L.) Dumort.
- Zerna rubens (L.) Grossh.[9][10]

Possui um homónimo, Bromus rubens Delile